# 抱川漢灘江玄武岩峡谷とピドゥルギナン瀑布

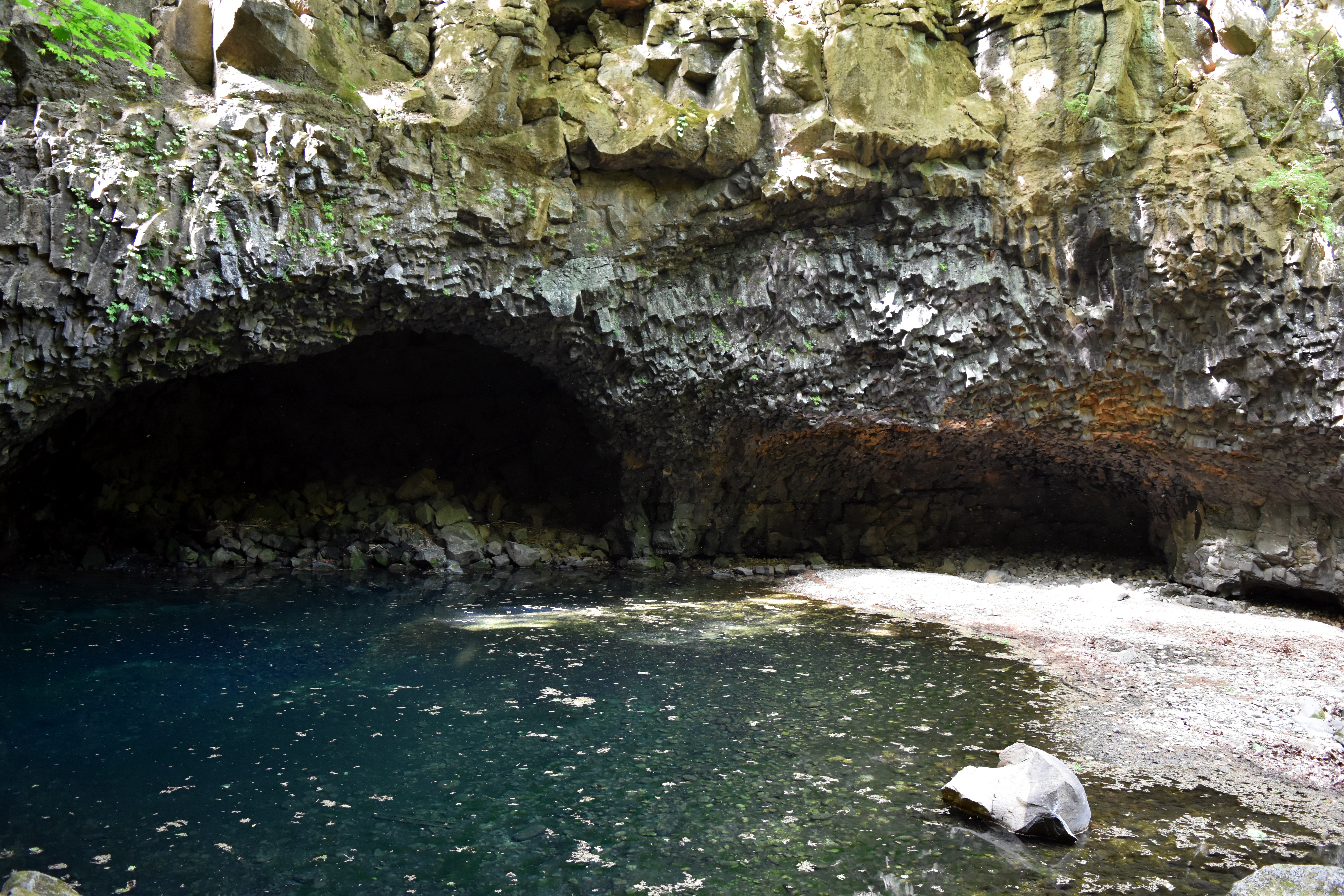
抱川漢灘江玄武岩峡谷とピドゥルギナン瀑布

抱川漢灘江玄武岩峡谷とピドゥルギナン瀑布（ポチョンハンタンガンげんぶきょうこくとピドゥルギナンばくふ）は大韓民国京畿道抱川市永北面大回山里42-1にある玄武岩浸食峡谷。仏舞川の下流域にある。2012年9月25日に大韓民国指定天然記念物第537号に指定された。

## 概要
周辺の地形が「ピドゥルギ＝鳩」の巣のように凹んだ「ナン（嚢）＝袋」のような形をしているということからピドゥルギナン瀑布と呼ばれている。また、昔からワラバトがこの滝の近くの洞窟に棲息していたことからピドゥルギナンと呼ばれていたという説もある。
朝鮮戦争のころ、周辺は草木が生い茂り、地元の人しか知らないような土地であった。付近の村の住民が戦火を逃れるため利用したり、兵士が休養する場所などにも使われた。
周辺には大小の河食洞窟、柱状節理、板状節理、峡谷、溶岩台地などあり、地域の地形の形成過程を知ることで重要である。 特に溶岩噴出による侵食基準面の変動と水系発達との関係、溶岩台地内の滝の形成過程を知ることが出来るため、地形学的、地質学的な価値が非常に高いとされる。